# Iranian Aluminium Company
Ne doit pas être confondu avec IRALCO.
 (août 2019).
Si vous disposez d'ouvrages ou d'articles de référence ou si vous connaissez des sites web de qualité traitant du thème abordé ici, merci de compléter l'article en donnant les références utiles à sa vérifiabilité et en les liant à la section « Notes et références ».
Iranian Aluminium Company (IRALCO) est un fabricant iranien d'aluminium situé à Arak. C'est le plus grand producteur d'aluminium en Iran. Son usine couvre 232 hectares et a une capacité de production annuelle de 180 000 tonnes, qui comprend différents lingots purs sous forme de barres en T, d'alliages de fonderie, de billettes de différentes tailles, de dalles et de conducteurs électriques. Environ 11 000 usines et ateliers de fabrication employant plus de 250 000 personnes travaillent dans des industries affiliées à l'aluminium. Les produits de la société sont fabriqués conformément aux normes internationales et la pureté minimale de l'aluminium est de 99,70 %.
IRALCO est membre du London Metal Exchange et est cotée à la Bourse de Téhéran.
IRALCO a aidé des entités à détourner les sanctions européennes et américaine qui ont été prises en réponse au programme nucléaire iranien.